# Borbás Tibor
Borbás Tibor (Budapest, 1942. szeptember 29. – Mezőtúr, 1995. július 24.) Munkácsy-díjas szobrász- és éremművész.

## Életpályája
1963-tól volt kiállító művész. 1965-ben végzett a Magyar Képzőművészeti Főiskolán, ahol mesterei Pátzay Pál és Szabó Iván voltak. 1965–1978 között a Képző- és Iparművészeti Gimnáziumban tanított. 1982–1995 között a Mezőtúri alkotótelep egyik vezetője volt.

## Munkássága
Monumentális köztéri munkákat, kisplasztikákat, és érmeket egyaránt készített. A magyar irodalom szinte valamennyi jeles alkotóját megmintázta. Műveit expresszív hangvételű figuralitás, részletgazdag és nagyvonalú mintázás jellemzte. Borbás Tibor egy rendkívül prosperáló szobrászgeneráció tagja volt. Kortársai, kollégái és barátai közt említendő szobrászok: Melocco Miklós, Somogyi József, Kő Pál, Asszonyi Tamás, Csíkszentmihályi Róbert, Tóth Béla, Rétfalvi Sándor, Farkas Ádám, Péterfi László, Rieger Tibor. Ugyanakkor ez az a kor, mikor építészek, zenészek és irodalmárok is rendkívül jól ismerték és folyamatosan inspirálták egymást: Finta József, Vadász György, Geiger György, Pege Aladár, Benkó Sándor, Gyurkovics Tibor és Kodolányi Gyula.

## Családja
Apai felmenői jogászok és ügyvédek volt. Nagyapja: Borbás Gáspár (1884–1976) labdarúgó és jogász volt. Anyai dédapja: Jungfer Gyula (1841–1908) magyar iparművész, műlakatos volt. Felesége: Forgó Margit a Szépművészeti Múzeum főrestaurátora. Második felesége: Magyar Éva (1959–) ötvösművész. Leánya: Borbás Dorka (1967–) üvegtervező iparművész; fiai: Borbás Márton (1970-) szobrászművész és Borbás Barnabás (1987-) történész.
Autóbaleset áldozata lett. Temetése a Fiumei úti sírkertben volt (42-2/D-1-13). Emlékművét lánya, Borbás Dorka Ferenczy Noémi-díjas üvegművész készítette.

## Egyéni kiállításai
- 1965, 1969, 1973, 1975-1976, 1980, 1983, 1995, 1997 Budapest
- 1968 Hódmezővásárhely
- 1973 Tata
- 1975 Nyíregyháza
- 1979 Debrecen, Balassagyarmat
- 1980, 1997 Hatvan
- 1989 Brüsszel

## Emlékkiállításai
- 1997 Mezőtúr
- 2002 Budapest

## Művei

### Köztéren

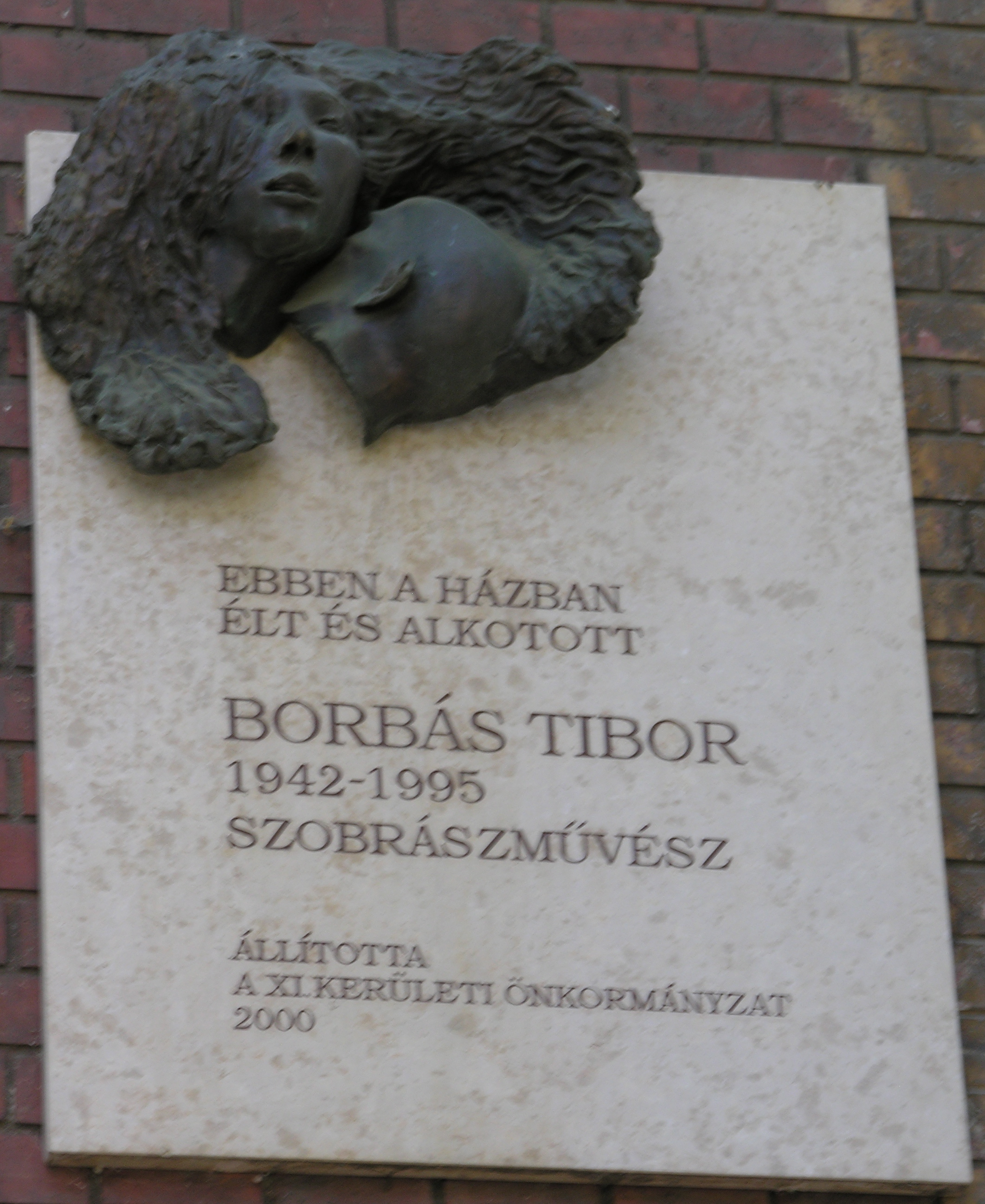
Emléktáblája Budapesten, a Himfy utca 3. szám alatt

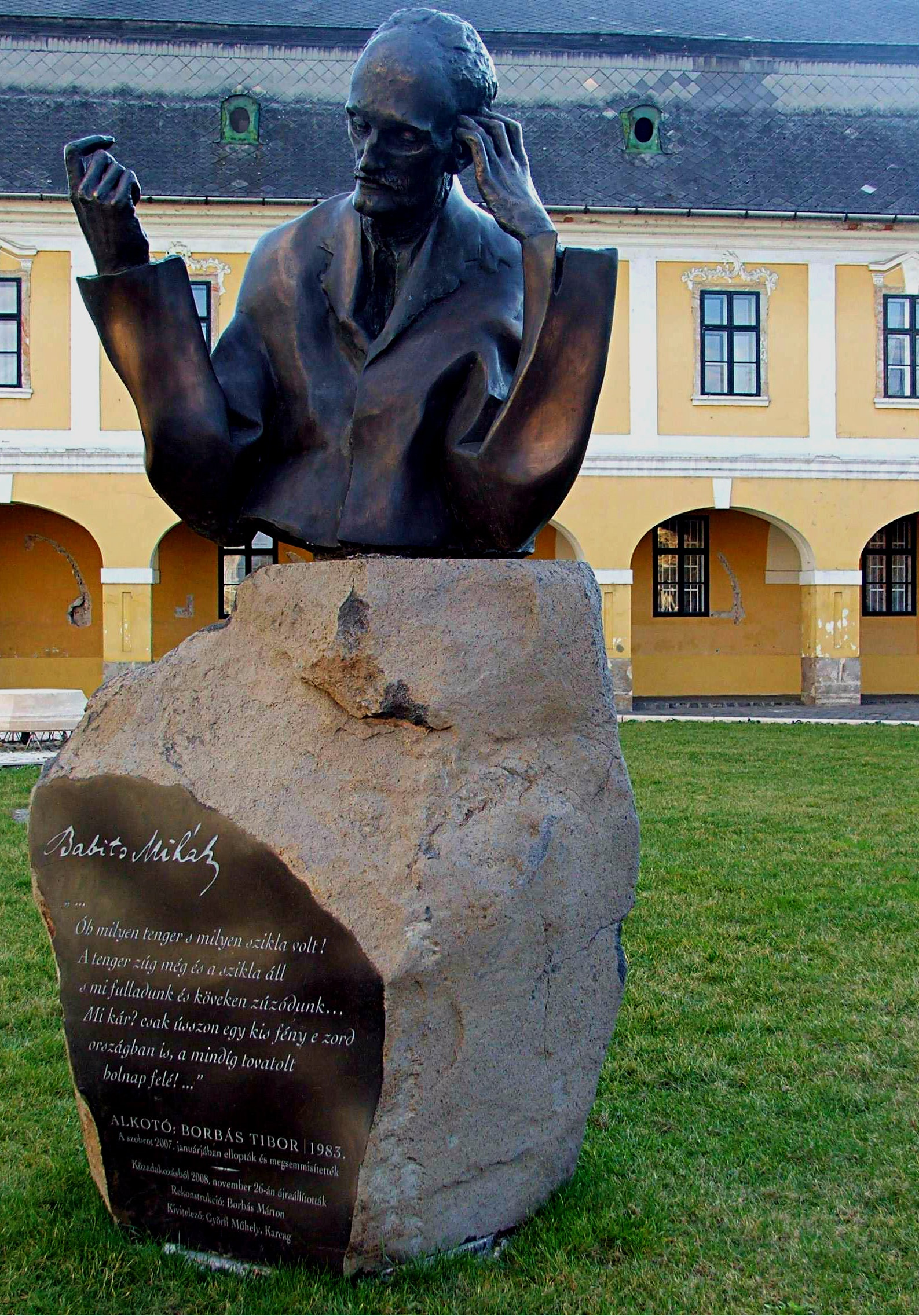
Babits Mihály szobra, Esztergom, Széchenyi tér

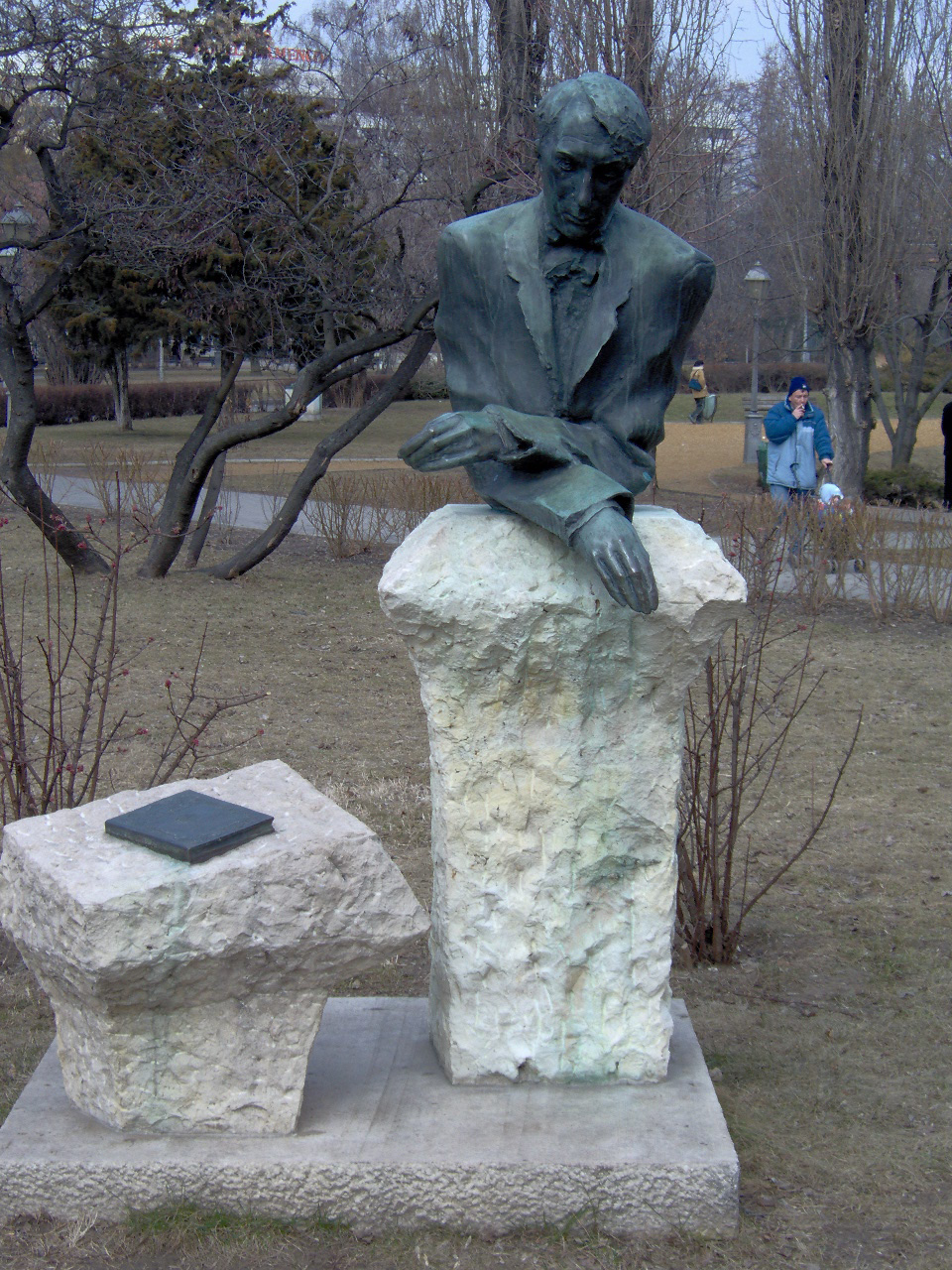
Kosztolányi Dezső szobra, Budapest, XI. kerület (1979)

- Balassi Bálint-sztélé (mészkő, 1967, Balassagyarmat)
- Kuporgó (bronz, 1969, Edelény, TBC Gyógyintézet)
- Dekoratív burkolat (plasztikus betonöntvény, 1972, FTC)
- Petőfi Sándor (Petőfi Sándor-dombormű) (bronz, 1974, Szeged)
- Halász (Öreg halász szobra) (mészkő, 1974, Tata, Cifra Malom)
- Szabó Lőrinc (bronz, 1975, Balassagyarmat)
- Petőfi Sándor (dombormű, bronz, 1975, Komárom)
- Szarvas (bronz, 1976, Szalmatercs)
- Petőfi Sándor (bronz, 1977, Balassagyarmat)
- Ady Lédával (bronz, 1977, Dunaújváros)
- Diák (bronz, 1978, Debrecen)  és
- Kodály Zoltán (bronz, 1978, Balatonfüred)
- Zerge (bronz, 1978, Tiszaszederkény)
- Ady Endre (portrédombormű, bronz, 1978, Baja, Ady Endre Városi Könyvtár)
- Krúdy Gyula (bronz, 1978, Nyíregyháza)
- Kosztolányi Dezső (bronz, 1979, Kosztolányi Dezső tér)
- Kun Béla (bronz, 1980, Kecskemét)
- Simon István-síremléke (dombormű, bronz, 1981, Bazsi)
- Földosztás emlékmű (Földosztók emlékműve) (mészkő, 1982, Ibrány)
- Kossuth Lajos (bronz, 1982, Nyíregyháza, Kossuth Gimnázium)
- Kodály Zoltán (bronz, 1983, Dunapataj)
- Babits Mihály (dombormű, bronz, 1983, Baja, III. Béla Gimnázium)
- Babits Mihály (bronz, 1983, Esztergom) (Az eredeti szobrot ellopták, 2008-ban a művész fia, Borbás Márton öntötte újra)
- Széchenyi István (bronz, 1983, Szeged, Széchenyi Gimnázium)  és
- Uitz Béla (dombormű, bronz, 1984, Dunaújváros)
- Rákóczi Ferenc (Konyorcsik Jánossal, dombormű, terrakotta, 1985, Pilismarót)
- Figurális dombormű (bronz, 1985, Kongresszusi Központ)
- Radnóti Miklós (bronz, 1985, Hatvan)
- Zászlótartó figura (bronz, 1985, Pénzintézeti Központ)
- Fürdőzők (díszkút, bronz, mészkő, 1986, Nyíregyháza)
- Kanizsai Dorottya (mészkő, 1986, Harkány, Arborétum)
- Radnóti Miklós (bronz, 1987, Csongrád)
- Katona (II. világháborús emlékmű) (bronz, 1987, Pincehely)
- Csillagnézők (mészkő, 1987, Taliándörögd)
- Dr. Urbán Barnabás ,  és  (bronz, 1987, Sárospatak, Gimnázium)
- Puskás Tivadar (bronz, 1987, Genf)
- Tisza (mészkő, 1987, Csongrád)
- Vámbéry Ármin (bronz, 1988, Bamberg)
- Mikszáth Kálmán (bronz, 1989, Miskolc, MTA székház)
- Wágner József (Csabai Wagner József-emléktábla) (mészkő/bronz, 1989, Mezőtúr)
- Krúdy Gyula (Krúdy emlékére) (bronz, 1990, Várpalota)
- Eötvös Loránd (bronz, 1990, Balatonfüred, Eötvös Loránd Általános Iskola)
- Széchenyi István (bronz, 1990, Kaposvár)
- Németh László-emléktábla (bronz, 1990, Balatonfüred)
- A II. világháború áldozatainak emlékműve (bronz, 1991, Hőgyész)
- Kígyós nő (kútplasztika, bronz, 1992, Salgótarján)
- Kállai kettős (mészkő, bronz, 1994, Nagykálló)
- Matthias Rex mellszobor (bronz, mészkő, 1994, Szolnok, Mátyás király Általános Iskola)
- Kossuth Lajos (bronz, 1994, Mezőtúr)
- Nagy Imre (bronz, 1994, Békéscsaba)
- Kölcsey Ferenc (bronz, 1995, Balatonfüred)
- NIKÉ (mészkő, másolat, 2003, Budapest II. kerület, (Adyliget), Szabadság tér)
- Puskás Tivadar (bronz, 2013, Sepsiszentgyörgy)
- Puskás Tivadar (bronz, 2013, Budapest XI. kerület, Budaörsi út 49-53.)
- Petőfi Sándor (bronz, 2024, Heves)
- Bartók Béla-fejszobor (bronz, ??, Vésztő)

Az alkotó egyéb köztéri szobrainak listája megtalálható itt: ART LIMES KÉP-TÁR XXIV. DÖMÖS, PILISMARÓT ÉS MŰVÉSZEI I. 2024/2 20-22 oldal

### Közgyűjteményben
- Siklósi Helytörténi Múzeum
- Magyar Nemzeti Galéria
- Móra Ferenc Múzeum
- Petőfi Irodalmi Múzeum
- Postamúzeum, Budapest
- Unitárius Egyház, Budapest
- Zeneakadémia, Budapest

## Emlékezete
- Budapesten, a XI. kerület Himfy utca 3. sz. alatt lakott. 2000-ben lakóházán emléktáblát állítottak fel.
- 2002-ben émlékkiállítást rendeztek születésének 60. évfordulóján a budapesti Vigadó Galériában, mely alkalomból – családi gondozásban – egy Borbás album is elkészült..

## Díjak, elismerések
- Munkácsy-díj (1980)
- Aranydiploma-díj (1985)[6]
- Magyar Művészetért Díj (posztumusz, 2003)[7][8]

## További információk

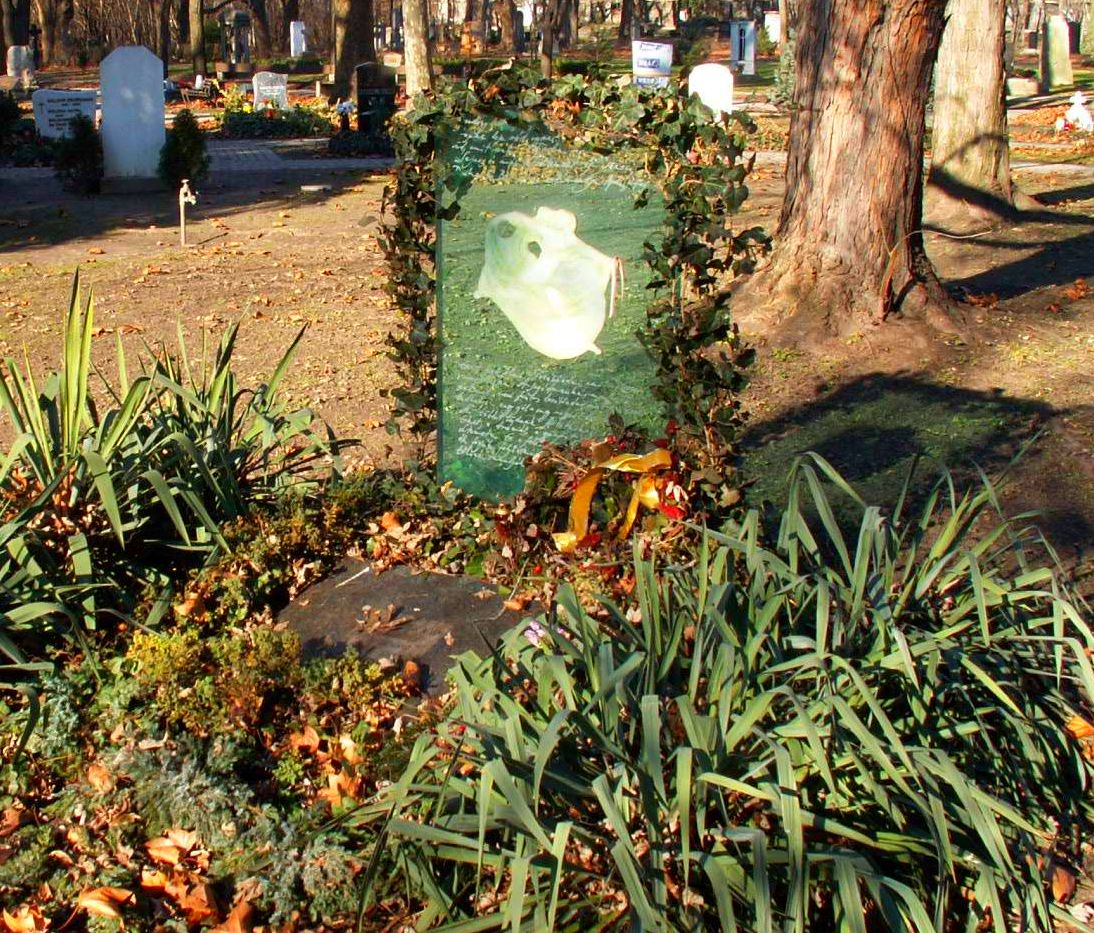
Sírja a Fiumei úti sírkertben. Alkotó: Borbás Dorka